# Aşağı Nemətabad
Aşağı Nemətabad è un comune dell'Azerbaigian situato nel distretto di Ağdaş. Conta una popolazione di 948 abitanti.